# Runenstein von Hogganvik

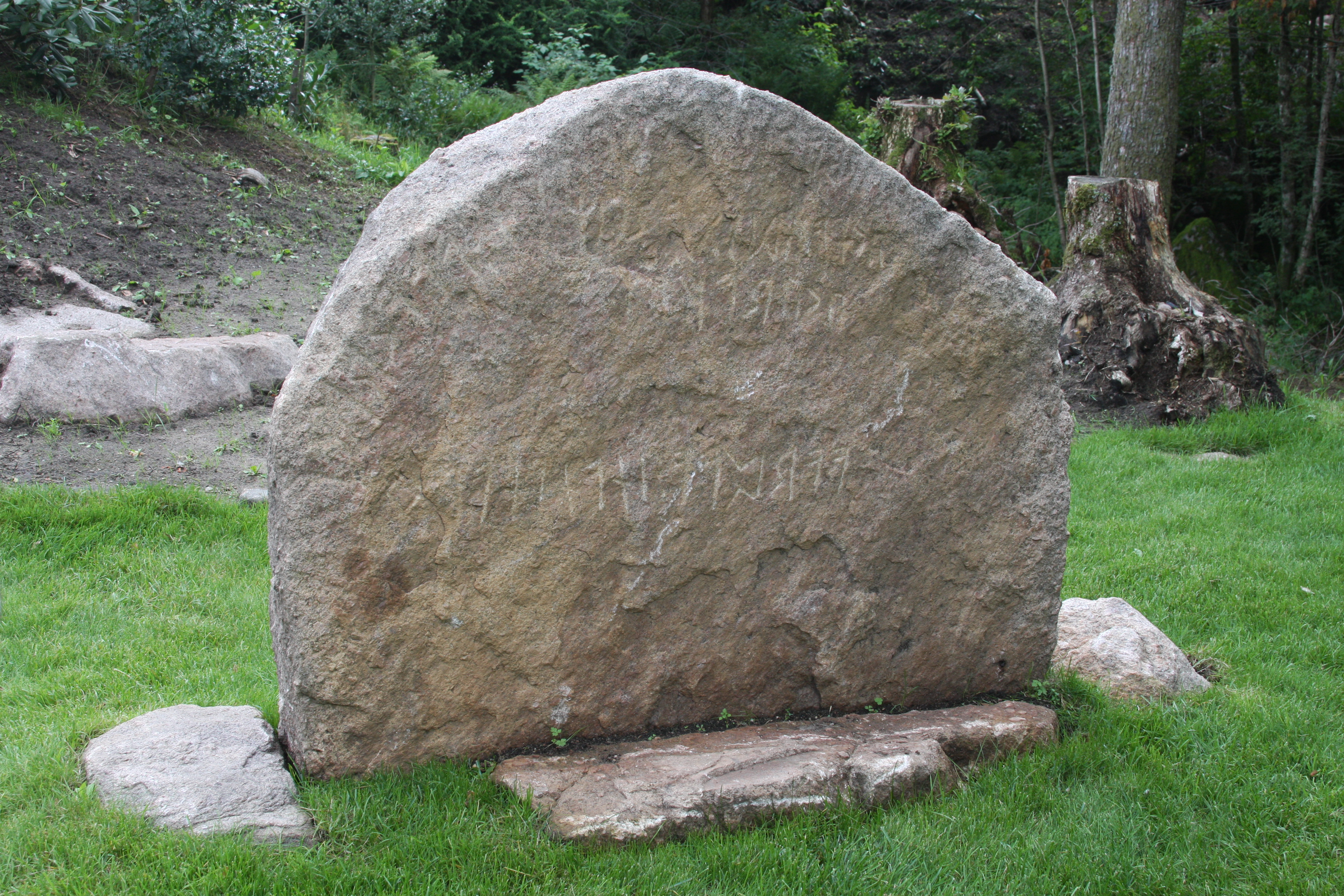
Hogganviksteinen

Der Runenstein von Hogganvik ist ein im Jahr 2009 auf dem Hof Hogganvik westlich von Mandal bei Kristiansand im Fylke Agder in Norwegen entdeckter Runenstein. Er enthält mit 61 Runen eine der längsten Inschriften im älteren Futhark. Datiert wird der Stein ungefähr in die Zeit von 350 bis 500 n. Chr. Mit 61 Runenzeichen handelt es sich um eine der längsten bekannten Inschriften aus dieser Periode. Es ist der erste Runenstein, der seit 1947 in Norwegen gefunden wurde. Unter dem Runenstein liegt ein weiterer großer Stein, den die Experten für den Deckstein eines Grabes halten. Da auf dem gleichen Grundstück vor etwa 20 Jahren ein anderes Grab entdeckt wurde, ist diese Deutung wahrscheinlich.

## Beschreibung
Der Stein ist 145 cm hoch, 152 cm breit und 23–25 cm dick und soll 500 bis 800 kg wiegen. Der Stein lag flach und ist gut erhalten. Er ist nur leicht abgewittert und die Runen sind klar erkennbar. Dies könnte darauf hinweisen, dass der Stein nicht lange gestanden hat.

Hogganviksteinen
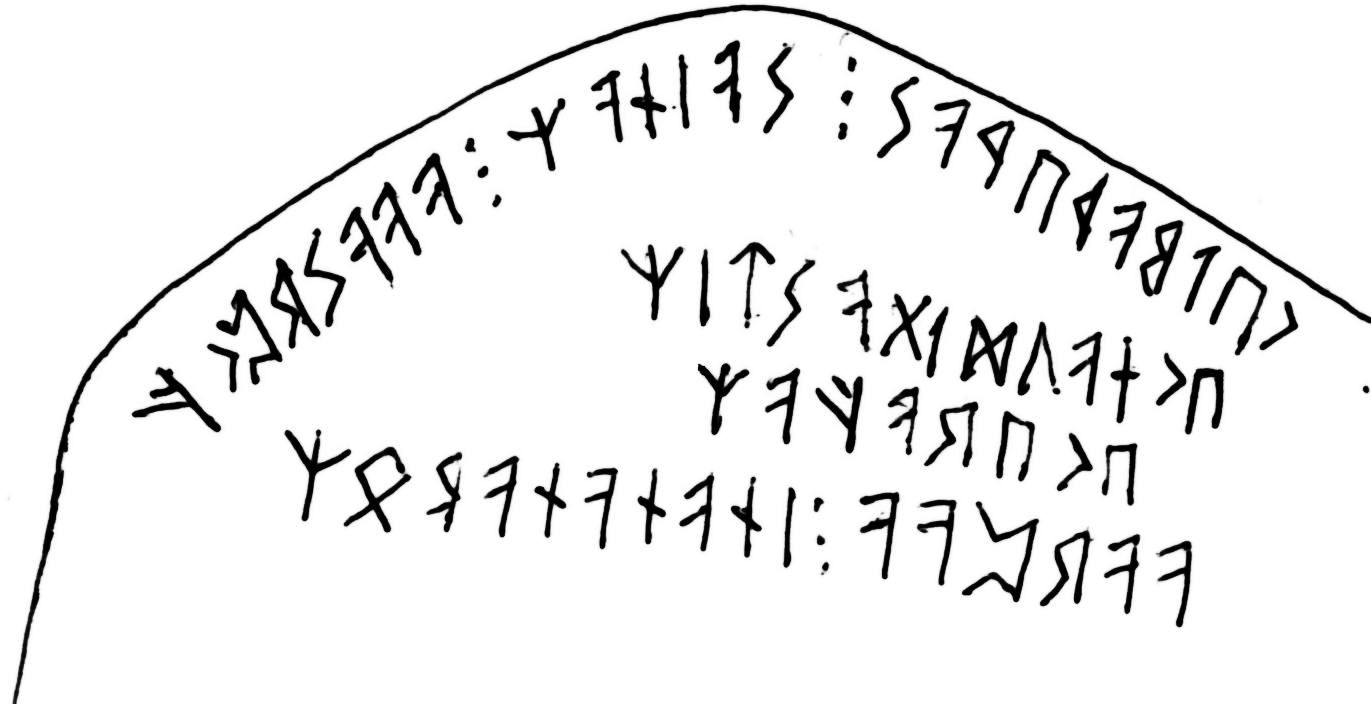
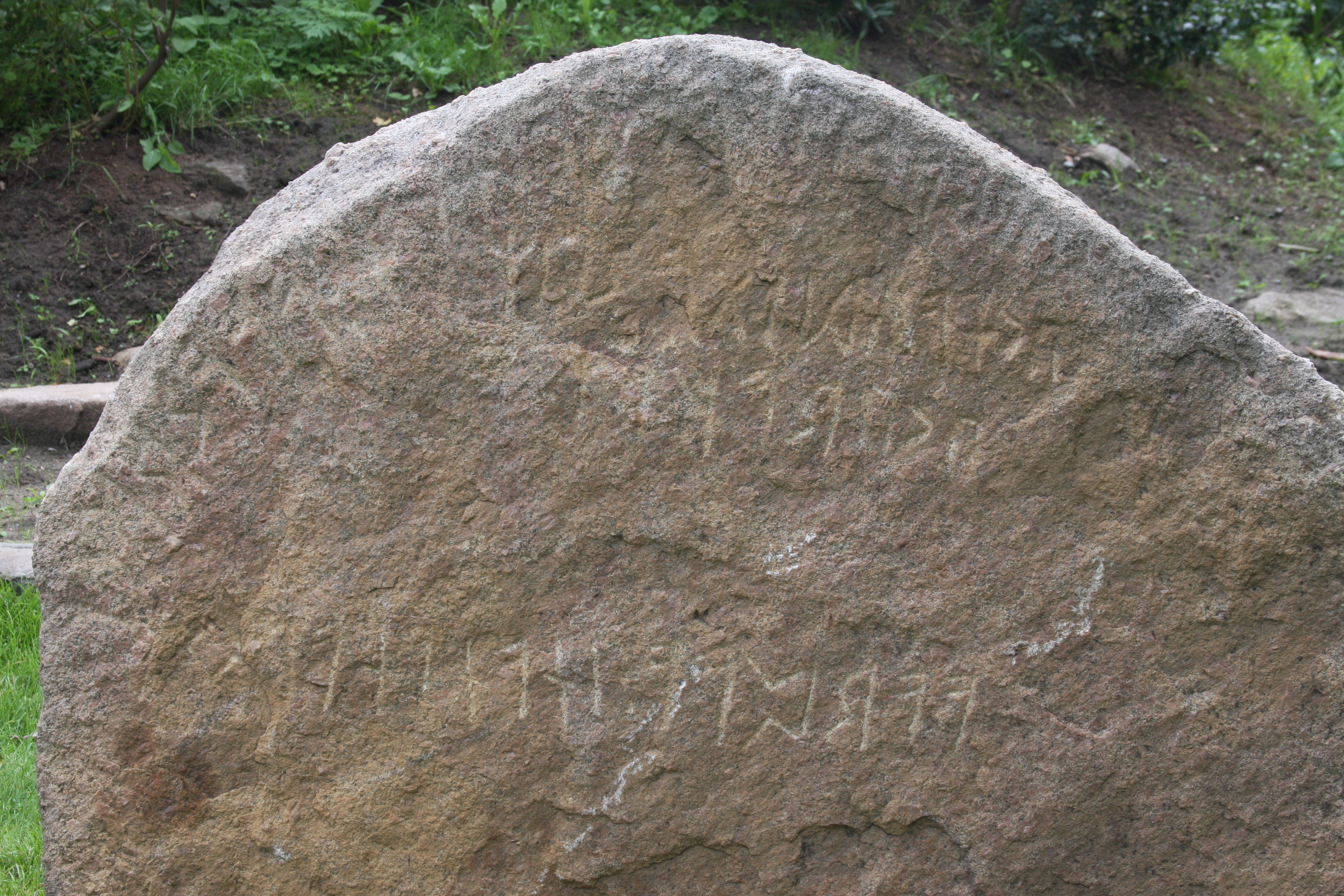
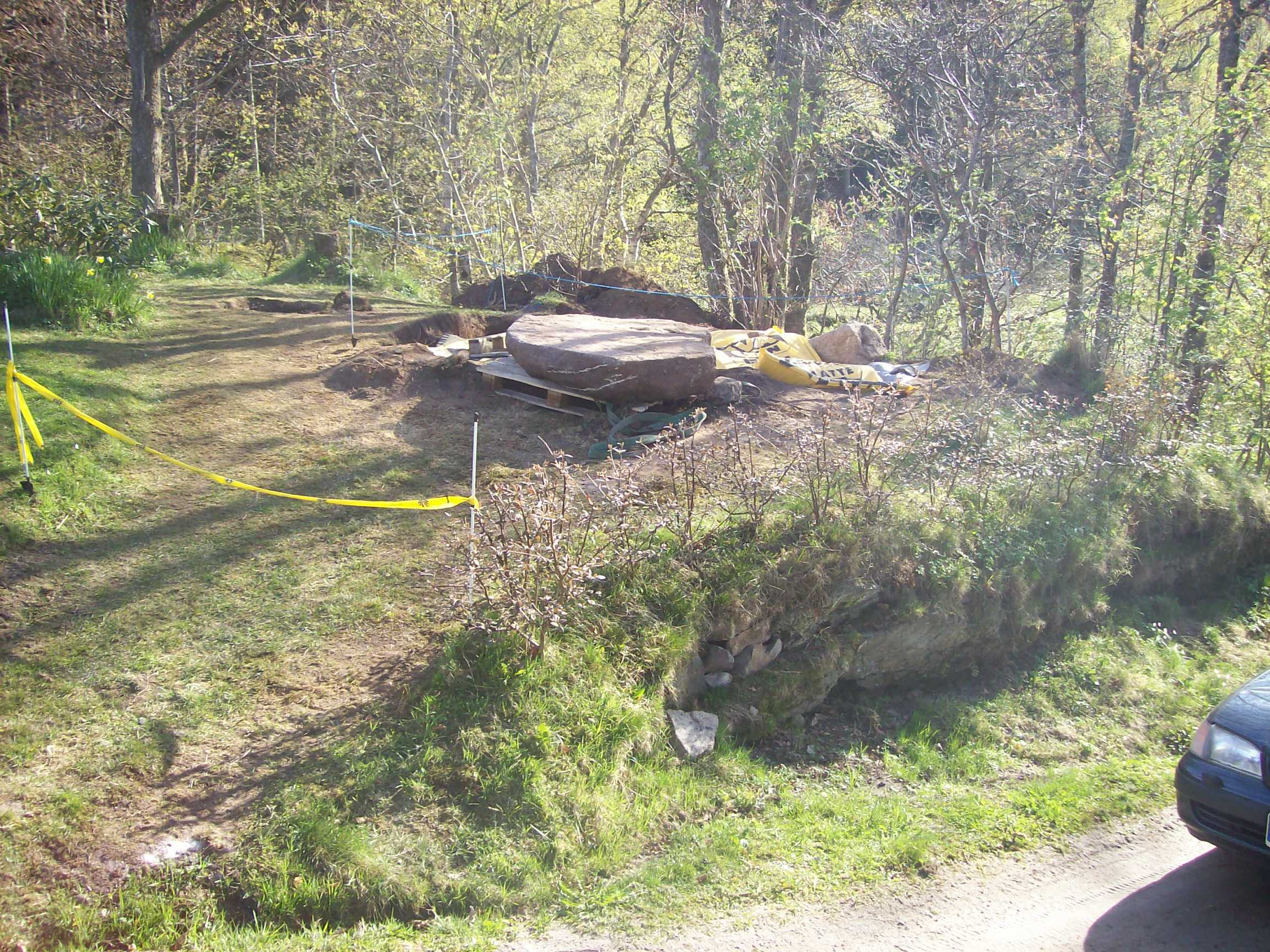
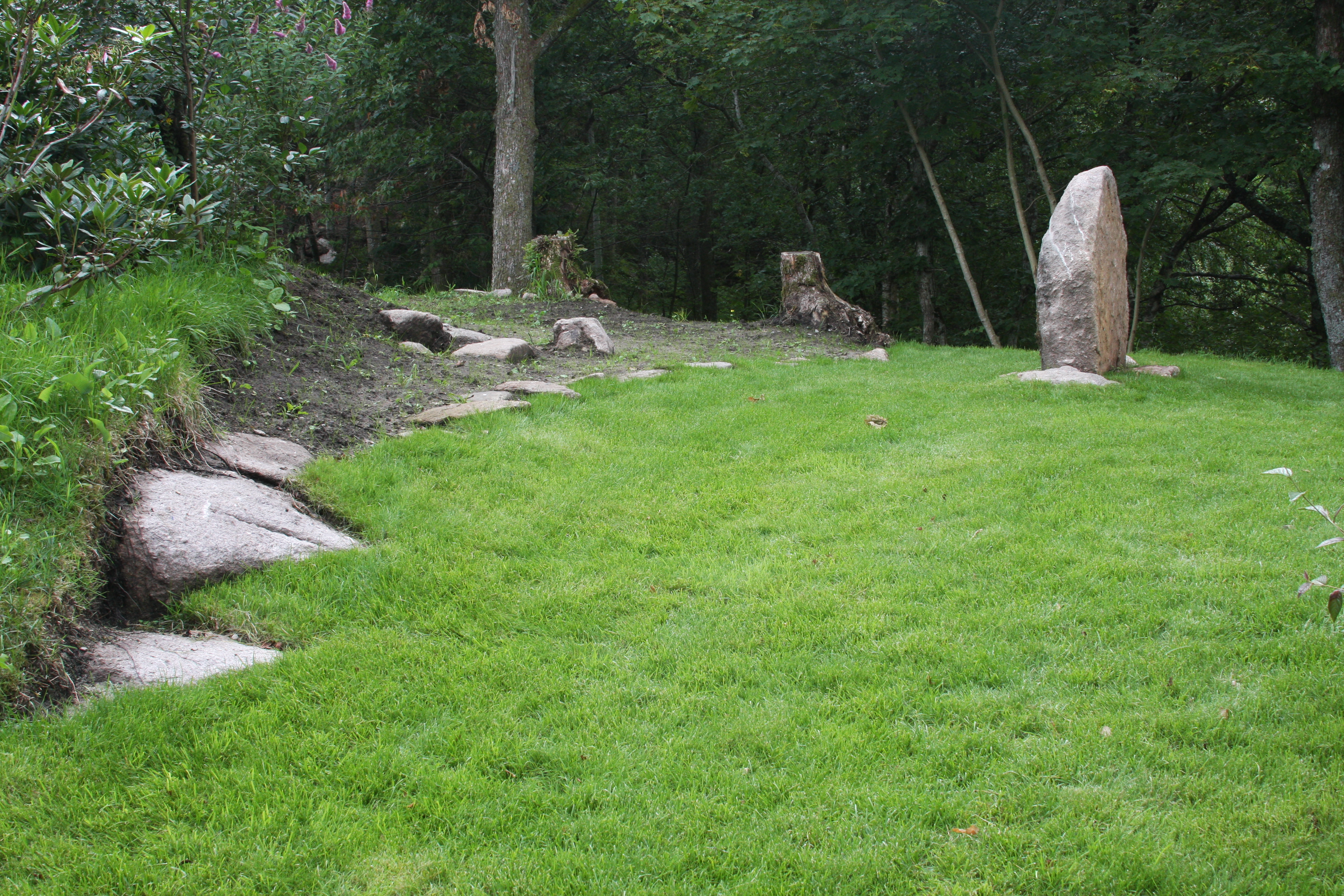

## Inschrift
Die älteste überlieferte Runenreihe besteht aus 24 Zeichen. Sie war anfangs nur bei den Nordgermanen, während der Völkerwanderungszeit vereinzelt auch bei den Ost- und Westgermanen (ab 5. Jahrhundert) in Benutzung. Erst gut 350 Inschriften in dieser ältesten Runenreihe wurden bisher entdeckt. Die Inschrift besteht aus vier rechtsläufigen (von rechts nach links zu lesenden) Linien, die nicht alle sprachlich sinnvoll interpretiert werden können. Eine Zeile beginnt mit Ek Naudigastir („Ich Naudagistr“). Es wird angenommen, dass Naugadistr der Name eines Mannes ist.
A: [?]kelbaþewas:s(t)͡ainaR:aaasrpkf
B: aarpaa:inanana(l/b/w)oR
C: eknaudigastiR
D: ekerafaR
Ein vorläufiger Bericht des Runologen James E. Knirk macht bezüglich des Inhaltes folgende Angaben:
A: enthält die Widmung des Grabsteins: „Stein von [S]kelba-þewaR“.
A+B: ergeben linguistisch gesehen wenig Sinn und könnten eine verschlüsselte Botschaft enthalten oder eine runenmagische Sequenz sein: aaasrpkf  / aarpaa.
B (Rest): ist schwer zu interpretieren. Die Zeile könnte eine Präposition „innerhalb, in“ sowie ein nicht sicher zu bestimmendes Substantiv („Nadel“?, „Radnabe“? „Ecke einer Hütte“?) enthalten.
C+D: (zwischen den Zeilen A und B) stellen die Unterschrift des Runenritzers dar: „Ich,  NaudigastiR [= „Not-Gast“] / Ich, [genannt] der Vielfraß“.